# Эрмитаж 20/21
«Эрмитаж 20/21» — проект Государственного Эрмитажа, ставящий целью привлечение внимания к произведениям современного искусства. О запуске проекта официально объявлено в 2007 году. С 2009 функции проекта взял на себя вновь созданный Отдел современного искусства (до 2012 — Сектор современного искусства), в задачи которого входит формирование коллекции и проведение временных выставок. Руководитель проекта был Д. Ю. Озерков (2007—2022). В основе проекта лежит принцип диалога старого и нового искусства. Многие выставки получили широкий общественный резонанс и были удостоены музейных наград («Музейный Олимп», премия «The Art Newspaper Russia» и других).

## Постоянная экспозиция
Постоянная экспозиция Отдела современного искусства располагается в здании Главного штаба и включает инсталляцию Ильи и Эмилии Кабаковых «Красный вагон» и «комнаты художников» (по состоянию на 20 октября 2016 года для публики открыты четыре комнаты — Жака Липшица, Кабакова, Пригова и Штейнберга). С лета 2014 на постоянной основе в Главном Штабе также выставлены холсты Матисса, включая «Танец» и «Музыку», «Композиция #6» Кандинского и «Черный квадрат» Малевича.

## Временные выставки (хронология)
Выставки вызвали неоднозначную реакцию — от восторгов по поводу сочетания новых экспонатов со старыми интерьерами до неприятия новой инициативы Эрмитажа в целом.
- 2007: «Америка сегодня: выбор Чарлза Саачи» — ремикс выставки «USA Today» (2006) Лондонской королевской академии. Каталог. Кураторы — Норман Розенталь[англ.] и Дмитрий Озерков.
- 2008: «Чак Клоуз: Семь портретов». Каталог. Куратор — Дмитрий Озерков.
- 2008: «Пространство Тимура. Петербург — Нью-Йорк. К 50-летию Тимура Новикова». Каталог. Куратор — Аркадий Ипполитов.
- 2009: «Борис Смелов. Ретроспектива». Каталог. Куратор — Аркадий Ипполитов.
- 2009: «Вим Дельвуа: Д 11». Куратор — Дмитрий Озерков.
- 2009: «Новояз: Британское искусство сейчас» Каталог. Куратор — Дмитрий Озерков.
- 2010: «Аниш Капур: Небесное зеркало». Куратор — Дмитрий Озерков.
- 2010: «Энтони Гормли: CLASP».
- 2010: «Илья Кабаков: Ошибка печатника». Куратор — Дмитрий Озерков.
- 2010: «Центр Помпиду в Эрмитаже». Каталог.
- 2011: «Генри Мур в Эрмитаже». Каталог. Кураторы — Сергей Андросов и Алексей Митин.
- 2011: «Анни Лейбовиц. Жизнь фотографа. 1990-2005». Каталог. Куратор — Екатерина Лопаткина.
- 2011: «Дмитрий Пригов: Дмитрий Пригов». Параллельный проект 54-го Биеннале современного искусства, Венеция. Каталог. Куратор — Дмитрий Озерков.
- 2011: «Энтони Гормли: Во весь рост». Каталог. Кураторы — Дмитрий Озерков и Анна Трофимова.
- 2012: «Сантьяго Калатрава: В поисках движения». Каталог. Куратор — Ксения Малич.
- 2012: «Тони Крэгг: Люк». Куратор — Дмитрий Озерков.
- 2012: «Энрике Мартинес Селайя: Снежная башня». Куратор — Дмитрий Озерков.
- 2012: «848: Коллекция Жоржа Мачере и Нади Волконской». Каталог. Куратор — Екатерина Лопаткина.
- 2012: «Дикие лебеди. Декупажи Королевы Дании Маргрете II». Куратор — Екатерина Лопаткина.
- 2012: «Дмитрий Пригов: Дмитрий Пригов: зал художника». Каталог. Куратор — Дмитрий Озерков.
- 2012: «Джейк и Динос Чепмены: Конец Веселья». Каталог. Куратор — Дмитрий Озерков.
- 2012: «Им никто не поможет. Трагические сюжеты в графике Франсиско Гойи». Куратор — Михаил Дединкин.
- 2012: «Библиотека архитектуры. Коллекционирование зданий в XVIII—XXI вв.». Каталог. Кураторы — Дмитрий Озерков и Валерий Шевченко.
- 2013: «Против света. Немецкое искусство XX века из коллекции Джорджа Эконому». Каталог. Куратор — Дмитрий Озерков.
- 2013: «Мэгги Хэмблинг. Стена воды». Буклет. Куратор — Екатерина Лопаткина.
- 2013: «Белый город. Архитектура „Баухауса“ в Тель-Авиве». Каталог. Куратор — Ксения Малич.
- 2013: «Утопия и реальность. Эль Лисицкий, Илья и Эмилия Кабаковы». Каталог. Кураторы — Дарья Бубнова и Дмитрий Озерков.
- 2013: «Маркус Люперц: Утро или Гельдерлин». Кураторы — Дмитрий Озерков и Юлия Хохлова.
- 2013: «Флюксус: Российские атласы». Каталог. Куратор — Анастасия Лесникова.
- 2013: «Архитектура по-голландски. 1945—2000». Каталог. Куратор — Ксения Малич.
- 2013: «Моно-но Аварэ: современное искусство Японии». Буклет. Кураторы — Дмитрий Озерков и Екатерина Лопаткина.
- 2014: «Маркус Люперц: Символы и метаморфозы». Буклет. Куратор — Юлия Хохлова.
- 2014: «Манифеста 10». Каталог. Куратор — Каспер Кёниг.
- 2014: «Билл Виола. Море безмолвия». Куратор — Дмитрий Озерков.
- 2014: «Марике ван Вармердам. Время идет». Каталог. Куратор — Дмитрий Озерков, Надежда Синютина
- 2014: «Экфрасис». Кураторы — Дмитрий Озерков, Надежда Синютина.
- 2014: «Past/Post». Каталог. Кураторы — Дмитрий Озерков, Андрей Шелютто.
- 2015: «Glasstress 2015 Gotika». Параллельный проект 56-го Биеннале современного искусства, Венеция. Куратор — Дмитрий Озерков.
- 2015: «Ксения Никольская. Пыль: забытая архитектура Каира». Каталог. Куратор — Марина Шульц.
- 2015: «Заха Хадид в Государственном Эрмитаже». Каталог, буклет. Куратор — Ксения Малич.
- 2015: «Кандида Хёфер. Память». Каталог, буклет. Куратор — Надежда Синютина.
- 2015: «Стив МакКарри. Момент беззащитности». Каталог. Куратор — Анастасия Лесникова.
- 2015: «Фрида Кало. Автопортрет с обезьянкой». Куратор — Екатерина Лопаткина.
- 2015: «Золотое поколение. Модернизм в финской архитектуре и дизайне». Каталог. Куратор — Ксения Малич.
- 2016: «Тони Крэгг. Скульптуры и рисунки». Каталог. Кураторы — Дмитрий Озерков, Надежда Синютина.
- 2016: «Ли Уфан: Трость титана». Куратор — Нина Данилова.
- 2016: «Реализмы». Каталог, буклет. Куратор — Дмитрий Озерков.
- 2016: «Ян Фабр. Рыцарь отчаяния — воин красоты». Каталог, буклет. Куратор — Дмитрий Озерков.
- 2017: «Ансельм Кифер — Велимиру Хлебникову». Каталог. Кураторы — Дмитрий Озерков, Нина Данилова.
- 2017: «2Хенкин2 — Братья Хенкины: открытие». Куратор — Дмитрий Озерков.
- 2017: «Сергей Эйзенштейн». Буклет. Куратор — Ксения Малич.
- 2018: «Илья и Эмилия Кабаковы. В будущее возьмут не всех». Каталог. Кураторы — Дмитрий Озерков, Натела Тетруашвили.
- 2018: «Арте повера. Творческая революция». Буклет. Кураторы — Каролин Христов-Бакарджиев, Дмитрий Озерков.
- 2018: «Инновация как художественный прием». Каталог. Кураторы — Дмитрий Озерков, Виктория Кондрашова.
- 2019: «Роберто Матта и четвёртое измерение». Кураторы — Дмитрий Озерков, Оксана Саламатина.
- 2019: «Искусственный интеллект и диалог культур». Кураторы — Дмитрий Озерков, Виктория Кондрашова.
- 2019: Жауме Пленса. Карлота. Кураторы — Дмитрий Озерков, Елисей Захаренков.
- 2019: «Адриан Гени. Я обратил свое лицо…». Каталог. Кураторы — Дмитрий Озерков, Анастасия Веялко.
- 2020: «Романтика и усердие: современное искусство Кореи». Буклет. Кураторы — Дмитрий Озерков, Анастасия Гарнова.
- 2020: «Чжан Хуань: Эрмитажный Будда». Кураторы — Дмитрий Озерков, Елисей Захаренков.
- 2020: «Чжан Хуань: В пепле истории». Каталог. Кураторы — Дмитрий Озерков, Анастасия Веялко.
- 2020: «Lk 15, 23». Буклет. Куратор — Марина Шульц.
- 2020: «Сесил Битон и культ звезд». Каталог. Куратор — Дарья Панайотти.
- 2021: «Glasstress. Окно в будущее». Каталог. Кураторы — Дмитрий Озерков, Елисей Захаренков, Ольга Кожура.
- 2021: «Незримый эфир». Веб-сайт. Кураторы — Дмитрий Озерков, Анастасия Гарнова.
- 2021: Ханс по де Бек. «Всадник». Кураторы — Марина Шульц, Елисей Захаренков.
- 2022: «Красота и стиль. История модной фотографии из собрания Фонда Still Art». Каталог.

## Ожидаемые события
В марте 2015 объявлено о создании к 2020 году центра «Эрмитаж 20/21 Москва», который планируется создать на бывшей территории Завода имени Лихачева.

## Коллекция
В коллекцию современного искусства Эрмитажа входят работы Луиз Буржуа, Роберта Раушенберга, Ильи Кабакова, Зигмара Польке, Олега Целкова, Дмитрия Пригова, Энтони Гормли, Жака Липшица, Ансельма Кифера и многих других.

## Публикации
- Михаил Пиотровский. Взгляд из Эрмитажа. Мы не привыкли к разнице культур // Санкт-Петербургские ведомости 31.10.2007
- Сергей Хачатуров. Победная капитуляция. Эрмитаж принял в свои залы кровь, сперму и фекалии // Время новостей 25.10.2007
- Михаил Трофименков. «Америка сегодня» — это соц-арт вчера // Собрание Чарльза Саатчи в Эрмитаже // Коммерсантъ № 196 (3772) от 25.10.2007
- Ольга Першина. Куратор проекта «Эрмитаж 20/21» Дмитрий Озерков: У Эрмитажа свой взгляд на современное искусство (недоступная ссылка) // BaltInfo.ru 30.04.2008
- Александр Котломанов. «Эрмитаж 20/21» и Чарльз Саачи: история и предыстория сотрудничества // Искусство в современном мире. М., 2011. Вып. 4